# Le Gaucho (film, 1927)
Pour les articles homonymes, voir Le Gaucho.
Pour plus de détails, voir Fiche technique et Distribution.
Le Gaucho (titre original : The Gaucho) est un film muet américain réalisé par F. Richard Jones, sorti en 1927.

## Synopsis
Dans les Andes argentines, l'intervention de la Sainte Vierge permet à une jeune bergère (Lupe Velez) tombée d'une falaise d'échapper à la mort. À l'endroit même de l'apparition est érigé un sanctuaire, autour duquel se construit la ville du miracle. Devenue adulte, la miraculée continue à veiller sur le site, mais dans le même temps, un nommé Ruiz tente de faire main basse sur la ville et ses richesses. Mais ses plans sont contrecarrés par l'arrivée d'un aventurier surnommé Le Gaucho, qui s'amourache d'une jeune femme connue comme La fille de la montagne ...

## Fiche technique
- Titre : Le Gaucho
- Titre original : The Gaucho
- Réalisation : F. Richard Jones
- Assistants-réalisateurs : William J. Cowen et Lewis R. Foster
- Scénario : Lotta Woods, d'après une histoire de Douglas Fairbanks
- Musique : Arthur Kay (non crédité)
- Directeur de la photographie : Tony Gaudio
- Directeur artistique : Carl Oscar Borg
- Costumes : Paul Burns
- Montage : William Nolan
- Producteur : Douglas Fairbanks (non crédité à ce titre)
- Société de production : Elton Corporation
- Société de distribution : United Artists
- Format : Noir et blanc — 35 mm — 1,33:1 — Muet
- Genre : Film d'aventure
- Durée : 115 min
- Date de sortie 
  - États-Unis : 21 novembre 1927 (première à New York)

## Distribution
- Douglas Fairbanks : Le Gaucho
- Lupe Vélez[1] : La fille de la montagne
- Eve Southern : La miraculée du sanctuaire
- Gustav von Seyffertitz : Ruiz l'usurpateur
- Michael Vavitch : Le premier lieutenant de Ruiz
- Charles Stevens : Le premier lieutenant du Gaucho
- Nigel De Brulier : Le prêtre
- Albert MacQuarrie : La victime du noir destin
- Geraine Greear : L'enfant miraculée du sanctuaire

Acteurs non crédités
- William B. Davidson : rôle indéterminé
- Chris-Pin Martin : rôle indéterminé
- Mary Pickford : La Sainte Vierge